# Tudelilla
Tudelilla ist ein Ort und eine nordspanische Gemeinde (municipio) mit 367 Einwohnern (Stand: 2024) im Osten der Autonomen Gemeinschaft La Rioja.

## Lage und Klima
Tudelilla liegt etwa 33 Kilometer ostsüdöstlich von der Provinzhauptstadt Logroño entfernt in einer Höhe von ca. 545 m. 
Das Klima ist gemäßigt bis warm; Regen (ca. 543 mm/Jahr) fällt übers Jahr verteilt.

## Bevölkerungsentwicklung
| Jahr      | 1970 | 1981 | 1991 | 2001 | 2011 | 2021 |
| Einwohner | 786  | 636  | 517  | 412  | 386  | 334  |

Infolge der Landflucht als Folge der Mechanisierung der Landwirtschaft ist die Zahl der Einwohner seit Beginn des 20. Jahrhunderts deutlich gesunken.

## Sehenswürdigkeiten
- Marienkirche (Iglesia de Santa María)